# Journal for Plague Lovers
Journal for Plague Lovers – dziewiąty studyjny album zespołu Manic Street Preachers. Płyta została wydana 18 maja 2009. Teksty wszystkich utworów zostały napisane przez zaginionego 1 lutego 1995 roku Richeya Edwardsa. Album jest dostępny na płycie CD, 2CD Deluxe, w wersji download i LP. W wywiadzie dla dziennikarza radiowego stacji BBC Radio 1 Zane'a Lowe'a Nicky Wire zapowiedział, że z tej płyty nie będą wydane żadne single.

## Lista utworów
1. "Peeled Apples" – 3:33
2. "Jackie Collins Existential Question Time" – 2:24
3. "Me and Stephen Hawking" – 2:46
4. "This Joke Sport Severed" – 3:04
5. "Journal for Plague Lovers" – 3:45
6. "She Bathed Herself in a Bath of Bleach" – 2:18
7. "Facing Page: Top Left" – 2:40
8. "Marlon J.D." – 2:50
9. "Doors Closing Slowly" – 2:52
10. "All Is Vanity" – 3:35
11. "Pretension/Repulsion" – 2:05
12. "Virginia State Epileptic Colony" – 3:25
13. "William's Last Words" – 4:15 / "Bag Lady" (hidden track) – 3:05